# Phùng Vân Sơn
Phùng Vân Sơn (?–1852?) là Nam vương của Thái Bình Thiên Quốc, một cuộc khởi nghĩa vì bất mãn để chống lại triều đình nhà Thanh trong lịch sử Trung Quốc. Ông là vị lãnh tụ đứng thứ 2 trong Thái Bình Thiên Quốc lúc quốc gia này mới chỉ tồn tại dưới danh nghĩa giáo phái Thượng đế sau Hồng Tú Toàn. Ông đã cùng các đồng sự là Hồng Tú Toàn, Dương Tú Thanh, Thạch Đạt Khai và Tiêu Triều Quý dấy binh nổi dậy ở Kim Điền – Quảng Tây năm 1847–1848 trong bối cảnh 2 tỉnh Quảng Đông và Quảng Tây (Lưỡng Quảng) đang bị nạn đói. Khi Thái Bình Thiên Quốc được thành lập năm 1851 ông được phong là Tiền Đạo Phó Quân sư Nam vương.
Trong quá trình tiến quân ra Hồ Nam, Phùng Vân Sơn và Thái Bình quân gặp mai phục của tướng Thanh là Giang Trung Nguyên ở bên ngoài Toàn Châu, là một nơi địa thế hiểm trở. Ông đã trúng đại pháo của quân Thanh trong lúc yểm trợ cho quân Thái Bình rút lui và thương nặng, sau đó được đưa về doanh trại. Tuy đã được chạy chữa rất khẩn cấp nhưng vì ông mất quá nhiều máu nên tử trận. Trận chiến đẫm máu này  cũng mở ra chiến dịch Soa Y Độ nổi danh trong lịch sử hình thành Thái Bình Thiên Quốc. Cái chết của ông là một mất mát lớn cho Thái Bình Thiên Quốc. Ông có tài quân sự, giỏi mưu tính song lại qua đời sớm cũng có hệ quả tới việc Thái Bình Thiên Quốc sụp đổ sau này, vì các vị vương còn lại đã tranh giành quyền lực mà tàn sát lẫn nhau. Nam vương được chính tay Thiên vương Hồng Tú Toàn hỏa táng trên bè rồi thả trôi sông dưới sự thương tiếc của toàn thể tướng sĩ ba quân.